# Tourenwagen-Weltmeisterschaft

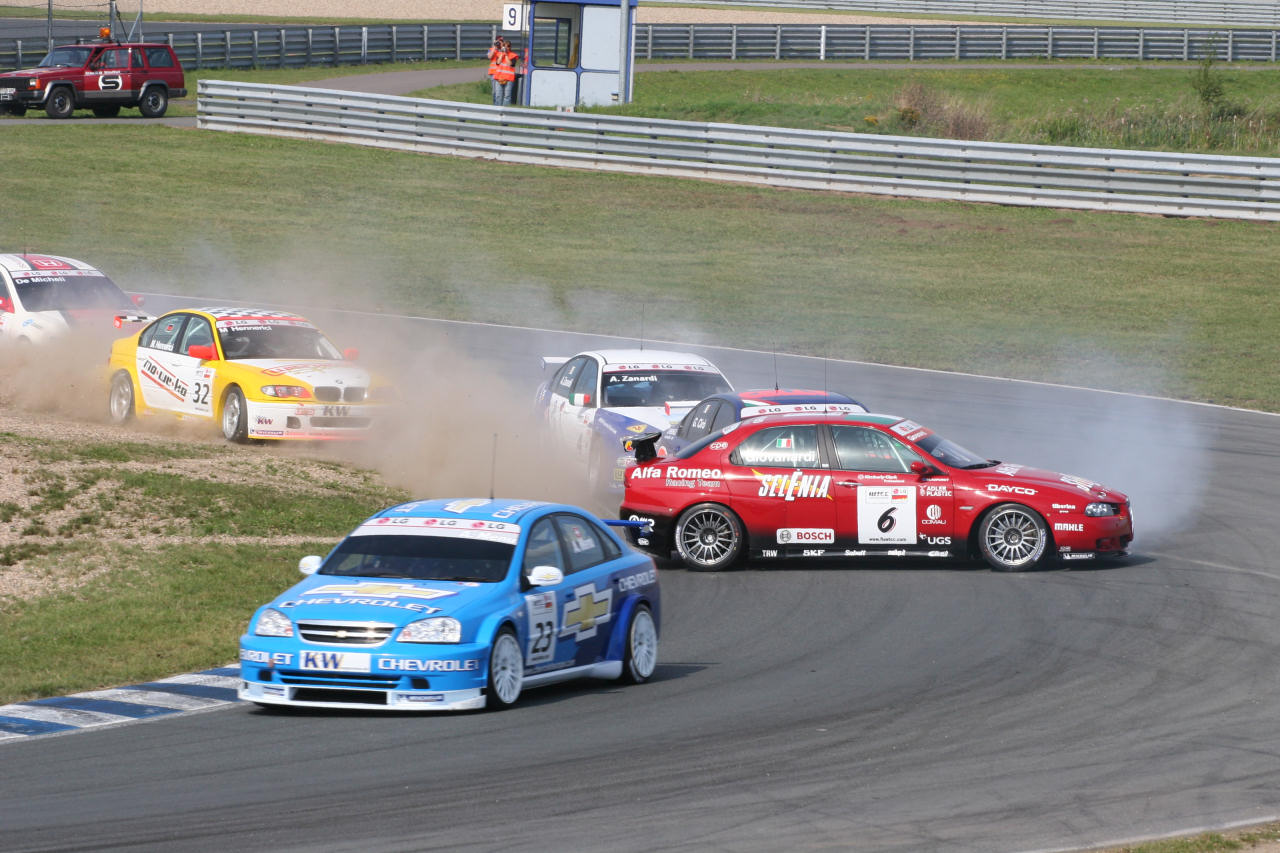
WTCC-Rennen mit TC2 Tourenwagen

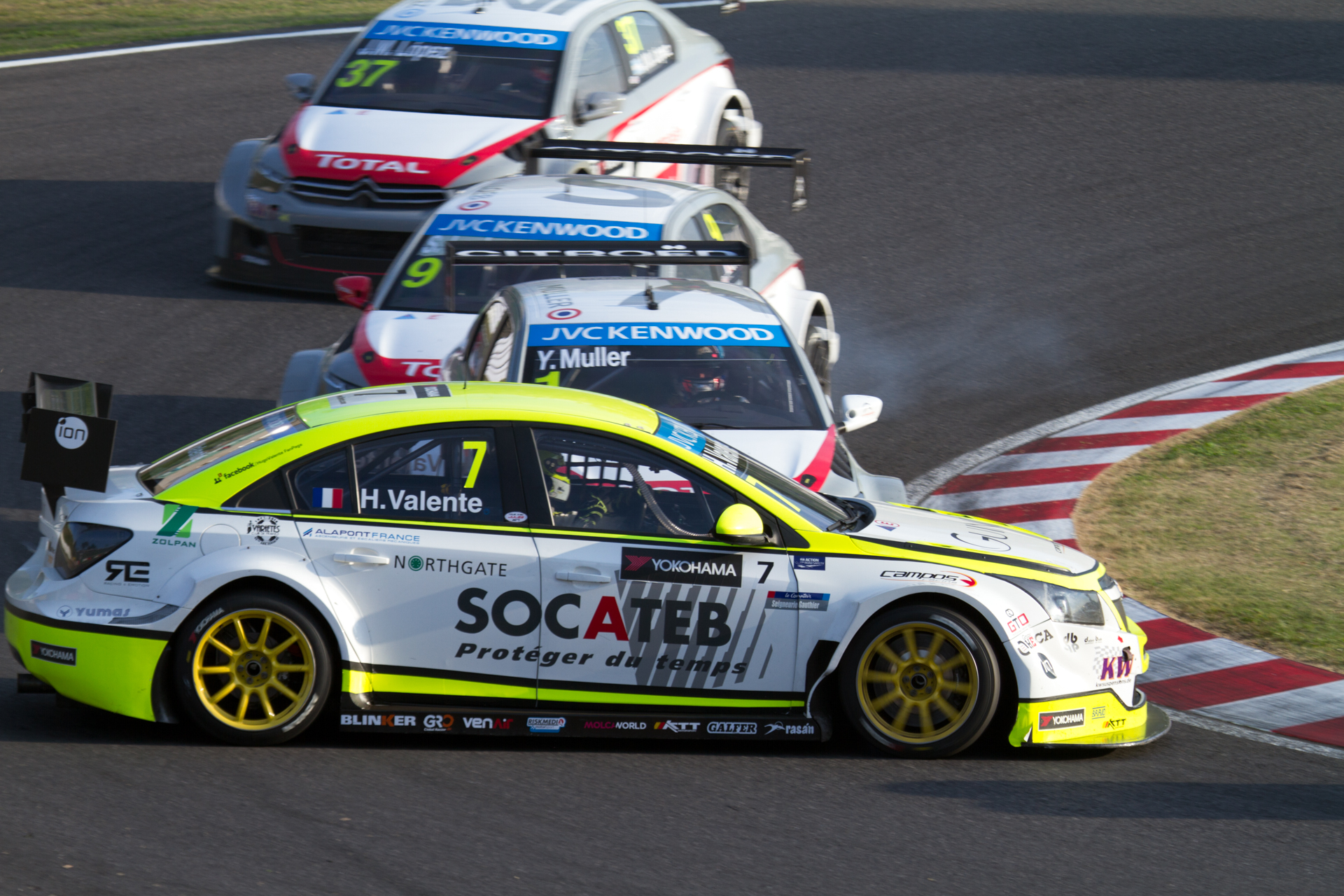
WTCC-Rennen mit TC1 Tourenwagen

Die FIA-Tourenwagen-Weltmeisterschaft (deutsch für World Touring Car Championship, kurz WTCC) war eine von der FIA ausgeschriebene Weltmeisterschaftsserie für Tourenwagen in den Jahren 1987 sowie zwischen 2005 und 2017. Zur Saison 2018 fusionierte die WTCC mit der TCR International Series zum Tourenwagen-Weltcup (WTCR) und verlor damit einhergehend den FIA Weltmeisterschafts-Status.

## Geschichte

### 1987
Aus der damaligen Tourenwagen-Europameisterschaft entstand 1987 die Tourenwagen-Weltmeisterschaft. Die Serie war eine Farce mit letzten Endes gerade einmal sechs Autos, die überhaupt Punkte sammelten. Als Sieger ging der BMW-Pilot Roberto Ravaglia hervor, der sich somit fast 20 Jahre lang mit dem prestigereichen – wenn auch eigentlich wertlosen – Titel Tourenwagen-Weltmeister rühmen konnte. Nach nur einem Jahr wurde diese Rennserie wieder eingestellt.

### 1993–1995
In den Jahren von 1993 bis 1995 rief die FIA den Touring Car World Cup aus. Ähnlich wie der European Touring Car Cup bis 2009 war dies nur eine einmal im Jahr stattfindende Veranstaltung. Das zu der Zeit in vielen nationalen Rennserien verwendete Klasse-2-Reglement der Supertourenwagen diente hier als Basis. 1993 fand das Rennen in Monza statt, 1994 in Donington und 1995 in Le Castellet.

### 1997
Zehn Jahre nach der letzten Tourenwagen-Weltmeisterschaft sollte 1997 wieder eine WM ausgeschrieben werden. Die Deutsche Tourenwagen-Meisterschaft entwickelte sich immer internationaler. Daher wurde 1995 die International Touring Car Championship (ITC) ausgeschrieben, die neben der DTM existierte. 1996 gab es nur noch die ITC mit Rennen auch in Übersee. Für 1997 war nun die offizielle FIA-Weltmeisterschaft geplant, doch schon 1996 explodierten die Kosten, so dass zwei der drei Hersteller (Opel und Alfa Romeo) am Saisonende ihren Rücktritt aus der Rennserie bekundeten. Zurück blieb Mercedes-Benz, das allein keine WM austragen konnte.

### 2005
Erst im Jahr 2005 kam es wieder zu einer Weltmeisterschaft für Tourenwagen. Am 30. Juni 2004 wurde durch den Automobilweltverband in Paris beschlossen, die bisherige Tourenwagen-Europameisterschaft (ETCC) in eine Weltmeisterschaft mit dem Titel „World Touring Car Championship“ (WTCC) umzuwandeln. Veranstaltungen außerhalb von Europa waren aber keine Neuheit, denn bereits 2004 wurde das Finale zur ETCC in Dubai ausgetragen. Neu im Kalender waren Puebla (Mexiko), der Grand-Prix-Kurs bei Istanbul (Türkei) und der berühmte Stadtkurs von Macau (zu China), welcher nach dem Gastauftritt 2004 nun offiziell zum Kalender gehörte. Im Gegensatz zur ETCC 2004, als man in Hockenheim und Oschersleben fuhr, fand in der Motorsport Arena Oschersleben bei Magdeburg die einzige Veranstaltung in Deutschland statt.
Der neue WM-Status weckte bei mehreren Herstellern Interesse: Um die erst kürzlich zuvor in Europa umbenannte Marke Chevrolet (vorher Daewoo) besser zu vermarkten, entschied man sich bei General Motors zum Einstieg in den Motorsport für die WTCC. Zusammen mit dem britischen Tuner Ray Mallock Limited schickte das Unternehmen zum ersten Mal in seiner Geschichte ein Werksteam auf eine WM-Bühne. Als Piloten für die drei Chevrolet Lacetti verpflichtete man neben den beiden erfahrenen Tourenwagenpiloten Nicola Larini, der in der ETCC für Alfa Romeo startete, und Alain Menu, der in der DTM für Opel aktiv war, auch den jungen Robert Huff.
Auch Ford trat nun werksseitig in den Tourenwagensport ein. Vor der Saison gab es Ford-intern zu klären, ob man weiterhin in der Rallye-Weltmeisterschaft fährt oder in die WTCC wechselt. Man entschied sich zweigleisig zu fahren. Allerdings engagierten sich die Kölner nicht mit vollem Werkseinsatz in der WTCC, sondern stellten den neu entwickelten Super-2000-Tourenwagen auf Basis des neuen Ford-Focus-Kundenteams zur Verfügung. Ein Partner von Ford in Tourenwagen-WM war der Rennstall von Hans Hotfiel. Schon 2004 entwickelten die Ostwestfalen das alte Focus-Modell, das in der Tourenwagen-Europameisterschaft vom RS-Line-Team eingesetzt wurde. In der Premierensaison war aber nur wenig Erfolg vom neuen Focus festzustellen.
Bei Seat gab es einen deutsch-deutschen Platztausch. Peter Terting ersetzte ab der Saison 2005 Frank Diefenbacher. Terting war in den Jahren zuvor schon als Rennfahrer im VW-Konzern tätig. Neben dem VW Lupo Cup und dem Seat León Supercopa fuhr er auch schon für Audi in der DTM. Zum WM-Lauf in Magny-Cours kehrte Frank Diefenbacher zurück in die WTCC. Im Team von RS-Line pilotierte er einen Vorjahres-Focus. Allerdings war das nur ein kurzes Gastspiel, da er sich dort bei einem Unfall einen Lendenwirbel brach.
Anlässlich der Motor Show in Barcelona hat Seat die Super-2000-Version des neuen León präsentiert, der in enger Zusammenarbeit mit Audi Sport entstand. Die Premiere feierte der León in der Motorsport Arena Oschersleben. Beim Seat-Heimspiel in Valencia konnte Jordi Gené den ersten Sieg des León feiern.
Auch die dänische Peugeot-Sport-Truppe versuchte sich in diesem Jahr, diesmal mit dem Peugeot 407. Auf Grund der enttäuschenden Ergebnisse bei den Testeinsätzen in Spa und Oschersleben zog sie sich aber nach zwei Rennen wieder zurück.
Alessandro Zanardi konnte in der Motorsport Arena Oschersleben nach seinem Horror-Crash im September 2001 auf dem EuroSpeedway Lausitz, wo er beide Beine verloren hatte, seinen ersten Sieg in der höchsten Tourenwagen-Liga feiern.
Der Weltmeistertitel ging an den amtierenden Europameister Andy Priaulx, der sich, wie schon in der ETCC, im Titelduell gegen Dirk Müller durchsetzen konnte. Des Weiteren sicherte sich BMW ebenfalls die Hersteller-Wertung. Marc Hennerici wurde zum ersten Sieger der Independents Trophy. Verfolgen konnte man dies in Deutschland neben der bekannten Übertragung auf Eurosport auch in der ZDF-Sportreportage, die zusammengefasst von den Rennen berichtete.

### 2006
Verändert hatte sich 2006 das Veranstaltungspaket des LG SRW (Super Racing Weekend), in dem die WTCC zusammen mit der FIA-GT-Meisterschaft ihre Rennen austrug. Die beiden Serien gingen ab diesem Jahr getrennte Wege. Dadurch veränderte sich auch der Rennkalender: Neu hinzugekommen waren die Rennen in Curitiba (Brasilien), Brands Hatch (Großbritannien) und in Brünn (Tschechien). Dafür mussten die Strecken Spa-Francorchamps in Belgien, Imola in Italien und Silverstone in Großbritannien weichen. Yokohama gewann die Reifenausrüstung ab diesem Jahr für die WTCC und löste damit Michelin ab.
Überraschend stieg Alfa Romeo in dieser Saison aus der WTCC aus. Es gab im Vorfeld viele Gerüchte bezüglich eines neuen Tourenwagens auf Basis des Alfa Romeo 147 mit Dieselmotor, doch dies bewahrheitete sich nicht. N.technology setzte weiterhin den Alfa Romeo 156 in der WTCC ein. Trotz des Ausstiegs überwies Alfa die Summe für die Einschreibung in die Herstellerwertung an die FIA. Somit punktete N.technology nicht in der Independents Trophy, der Sonderwertung für Privatfahrer, sondern in der Herstellerwertung. Als Fahrer hielt N.technology nur Augusto Farfus. Gabriele Tarquini und James Thompson wechselten zu Seat. Dort waren sie eine enorme Verstärkung. Man verpflichtete zusätzlich zu den bisherigen Fahrern auch noch Yvan Muller, der schon in den Vorjahren das Team bei einigen Rennen unterstützte.
Neben Alfa Romeo stieg auch Ford nach einem überaus bescheidenen Jahr wieder aus der WTCC aus. Man wollte 2006 die Ford-Teams nur noch technisch, nicht aber finanziell unterstützen. Die Folge war, dass überhaupt kein Ford mehr in der WTCC antrat. Das Ford-Werksteam konzentrierte sich wieder voll auf die Rallye-Weltmeisterschaft.
BMW trat in dieser Saison mit dem neuen 3er auf Basis des E90 an. Dieser hatte erstmals einen Vierzylinder anstatt eines Sechszylinders unter der Haube. Möglich machte dies das Sondermodell 320si extra für den Super-2000-Tourenwagen. Mit diesem Modell konnte Andy Priaulx seinen Weltmeistertitel verteidigen. Dies war bis zum letzten Rennen in Macau aber noch sehr offen, denn dort hatten noch neun Fahrer theoretische Chancen auf den WM-Titel. Meister in der Privatfahrerwertung wurde Tom Coronel.

### 2007
Im Jahr 2007 änderten sich die Regeln erneut. Aufgrund des Startvorteils von BMW (wegen des Hinterradantriebs) wurde das erste Rennen eines Laufes im so genannten Indy-Start gestartet. Das heißt, als erstes wird eine Einführungsrunde gefahren und dann „fliegend“ gestartet. Die zweite Regeländerung in diesem Jahr war die Gewichtsverteilung. Das maximale Handicap-Gewicht wurde auf 40 kg gesenkt, nun bekamen die ersten acht Fahrzeuge Gewichte aufgeladen.
Streckenmäßig gab es 2007 eine Besonderheit. Mit Pau (Frankreich) und Porto (Portugal) kamen zwei Stadtstrecken dazu. Ebenfalls neu waren die ehemaligen Formel-1-Kurse in Zandvoort (Niederlande) und Anderstorp (Schweden). Monza (Italien) als traditioneller Saisonstart war nun die vorletzte Station, Macau blieb weiterhin als Saisonabschluss.
Augusto Farfus wechselte 2007 zum BMW Team Germany. Dirk Müller verließ das Team. Somit gab es zum ersten Mal eine internationale Paarung in diesem Team. Auch neu war, dass das Team Germany ohne die Nummern 42 und 43 fuhr. Mit Augusto Farfus gab es auch neue Nummern, 2 und 3. Beim BMW Team Italy-Spain ersetzte der ehemalige GP2-Fahrer Félix Porteiro Marcel Costa. Das Seat-Team bekam Michel Jourdain (Ex-IndyCar-Fahrer) und Tiago Monteiro (ab Zandvoort) als Zuwachs. Dafür gingen Peter Terting, James Thompson und Rickard Rydell, allerdings hatte Terting einen Gaststart in Oschersleben und Rydell einen Gaststart in Schweden für Chevrolet und einen in Macau für Seat. Alfa Romeo hatte neben Thompson für 2007 Olivier Tielemans verpflichtet. Der Holländer war vorheriges Jahr in der DTM mit einem Audi eines Kundenteams gefahren.
Mitten in der Saison gab es zwei Treibstoff-Premieren in der WTCC. Ab dem 13. Lauf im schwedischen Anderstorp stattete Seat seine Leóns mit einem 2000-cm³-Turbodieselmotor für die Piloten Jordi Gené und Yvan Muller aus. Nach dem Reglement FIA Super 2000D muss der Seat León TDI 30 Kilogramm schwerer sein als das mit Benzin betriebene Modell. Direkt beim darauf folgenden Rennen in Oschersleben gewann Yvan Muller den ersten Lauf und schrieb damit Geschichte als erster Sieger überhaupt mit einem Diesel-Fahrzeug bei einer FIA-Weltmeisterschafts-Veranstaltung. Ebenfalls in Anderstorp am Start war ein mit Ethanol E85 betriebener Volvo S60 des Teams Polestar.
Zu Beginn der Saison dominierte BMW sehr stark, und die Spitze der Fahrerwertung wechselte von Rennen zu Rennen nur zwischen Andy Priaulx, Augusto Farfus und Jörg Müller. Doch zu Mitte der Saison wurden die BMW von der FIA eingebremst. Zur gleichen Zeit konnte Seat mit dem Turbodiesel stark auftrumpfen. Die neuen engen Stadtkurse kamen dem schmalen Chevrolet Lacetti entgegen. Chevrolet-Pilot Alain Menu war sogar mit fünf Siegen der erfolgreichste Fahrer des Jahres. Für BMW war es nun nur noch durch die umgedrehte Startreihenfolge im zweiten Lauf möglich zu siegen. Der große Punktevorsprung, den die BMW-Piloten zur Saisonmitte hatten, wurde bis zum Finalrennen in Macau durch die Konkurrenz egalisiert. Andy Priaulx und Yvan Muller hatten vor dem Rennen beide 81 Punkte. Während Yvan Muller den ersten Lauf von Position zwei in Angriff nahm und direkt am Start die Führung übernahm, fuhr Priaulx nur außerhalb der Punkte. Doch in der vorletzten Runde fiel Muller durch eine lockere Benzinpumpe aus. Andy Priaulx erbte den achten Platz und somit die Poleposition für Lauf zwei. Mit einem Sieg sicherte sich Andy Priaulx seine vierte Meisterschaft sowie seine dritte in der Weltmeisterschaft in Folge. Die Privatfahrerwertung ging an Stefano d’Aste.

### 2008
Neu im Kalender waren 2008 die Strecken in Estoril (Portugal), Imola (Italien), Okayama (Japan) und auch Puebla (Mexiko), wo 2007 kein Rennen ausgetragen wurde. Somit fanden 2008 insgesamt 24 WM-Läufe statt. Den Titel gewannen Seat und Yvan Muller. Privatfahrermeister wurde Sergio Hernández im BMW.

### 2009
Als neue Strecke kam am ersten Maiwochenende Marrakesch in Marokko in den Kalender hinzu. Dafür wurde auf Monza verzichtet. Weltmeister wurden im letzten Rennen Seat und Gabriele Tarquini. In der Privatfahrerwertung siegte Tom Coronel im SEAT León.

### 2010

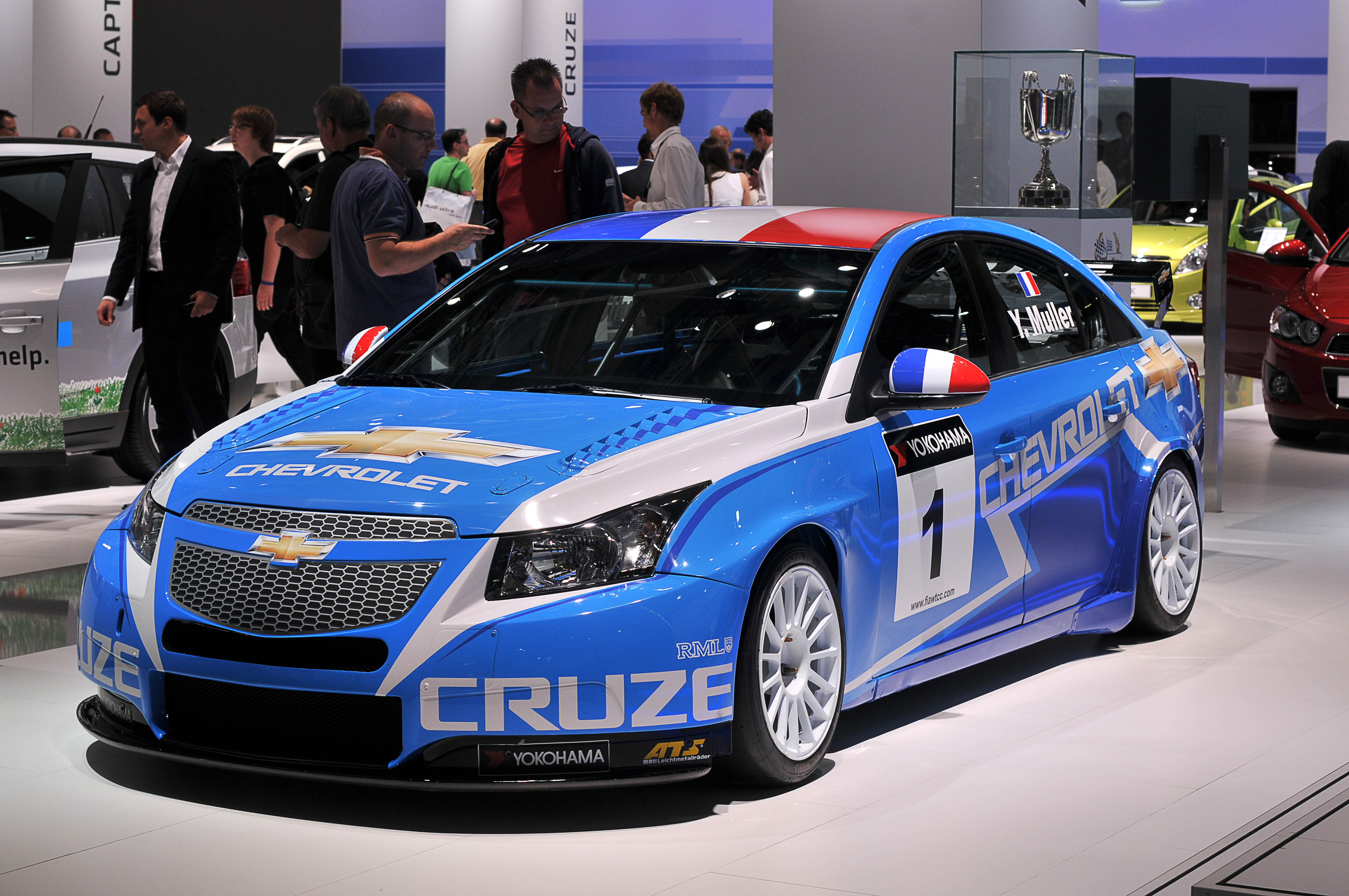
Chevrolet feierte von 2010 bis 2012 die meisten Rennsiege in der WTCC (Bild zeigt den Cruze von Yvan Muller am 4. September auf der IAA 2011)

Die Wirtschaftskrise machte auch vor der WTCC nicht halt. Seat verzichtete auf einen Werkseinsatz, Lada verließ die Serie komplett und auch BMW setzte nur zwei Fahrzeuge werksseitig ein. Allerdings wurde der Weggang der Werksteams durch viele Privatteams kompensiert.

### 2011
In der Saison 2011 gab es nun de facto gar keine Herstellerwertung mehr, da Chevrolet als einziger Hersteller in dieser Wertung verblieben war. Zahlreiche Seat (nach dem einsetzenden Team als „Sunred“ bezeichnet) und BMW sowie ein einzelner Volvo ergänzten das Feld. Alle Hersteller setzten jetzt einen neuen 1,6-Liter-Turbomotor ein, um so den in den Straßenversionen verkauften Fahrzeugen näher zu sein.

### 2012
Zur Saison 2012 wurde das Qualifying modifiziert. Außerdem waren jetzt nur noch die 1,6-Liter-Turbomotoren erlaubt. Zu Saisonbeginn wurde aber der TDI nochmals zugelassen, weil SEAT nicht genug Motoren liefern konnte. Seat trat wiederum mit dem León an. BMW entwickelte den E90 weiter. Volvo trat 2012 nicht mehr an. Honda sowie Lada starteten zu Entwicklungs- und Testzwecken, um jeweils einen Werkseinsatz für 2013 auszuloten. Wie erwartet fuhr Chevrolet die meiste Zeit vor der Konkurrenz. Mit dem Slovakiaring, Salzburgring und dem Sonoma Raceway kamen drei neue Strecken hinzu. Weltmeister wurde im letzten Rennen Chevrolet mit Rob Huff.

### 2013

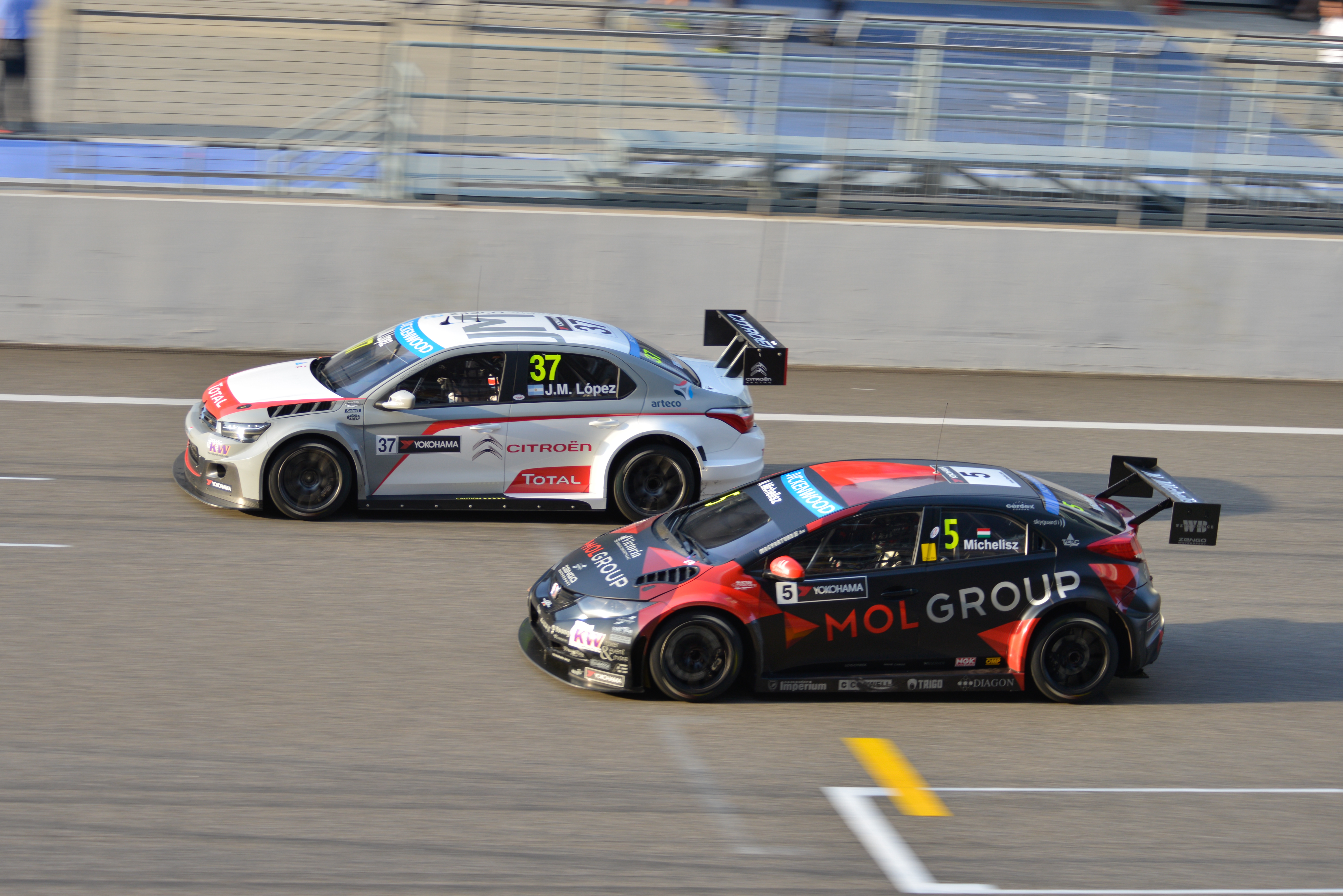
Tourenwagen-Weltmeisterschaft 2014: Citroën C-Elysée WTCC und der Honda Civic WTCC

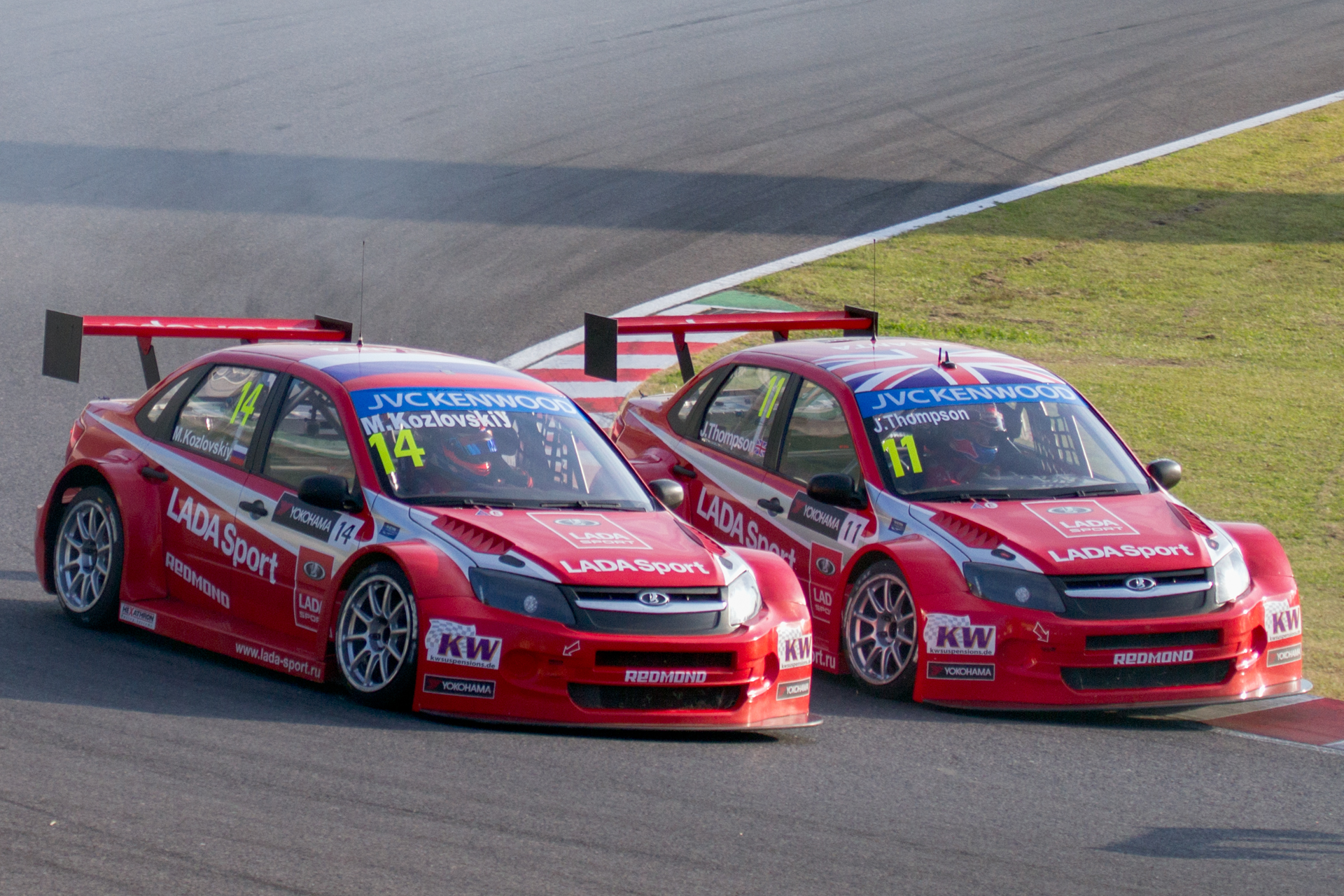
Tourenwagen-Weltmeisterschaft 2014: Lada Granta WTCC

### 2014
Die Eckpunkte des Reglements 2014 sahen vor, dass die Fahrzeuge etwa 50 PS mehr Leistung bekamen. Im Gegenzug fiel das Gewicht der Rennwagen um 50 kg. Statt mit den bisher verwendeten 17-Zoll-Felgen gingen die Fahrzeuge auf 18-Zoll-Felgen an den Start. Das Qualifying umfasste anstatt der bisherigen zwei nunmehr drei Sessions. Der fliegende Start (Indy-Start) wurde wieder durch stehenden Start ersetzt. Als neuer Hersteller stieg Citroën in die WTCC ein.

### 2017
Die Saison 2017 war die letzte Saison der WTCC mit Weltmeisterschafts-Status. Sie wurde durch Thed Björk und Volvo gewonnen.

### Ab 2018
Seit der Saison 2018 wird der Tourenwagen-Weltcup (WTCR) ausgetragen. Dieser ging aus der Fusion der WTCC mit der TCR International Series hervor. Beim technischen Reglement der Tourenwagen erfolgte ein Wechsel vom TC1 auf das TCR (TCN2) Reglement.

## Hersteller
Die werksseitig teilnehmenden Hersteller in der WTCC wechselten seit Bestehen der Serie nahezu jedes Jahr. So wurden in der Geschichte der Rennserie insgesamt Fahrzeuge von neun Herstellern werksseitig eingesetzt. Darüber hinaus gab es zahlreiche sogenannte „Privatfahrer“, die sowohl Fahrzeuge dieser Marken wie auch Eigenentwicklungen auf der Basis anderer Fahrzeuge einsetzten.

## Technik
Um die Kosten stabil zu halten, gilt auch weiterhin das Regelwerk der FIA Super 2000. Das bedeutet, die Rennwagen müssen dem FIA-Reglement der Gruppe A entsprechen und mit einem Zusatz-Kit Super 2000 ausgestattet sein. Das Serienfahrzeug muss mindestens 2500-mal in identischen Einheiten produziert worden sein. Es ist ein Mindestgewicht für frontangetriebene Fahrzeuge von 1140 kg vorgeschrieben, für Fahrzeuge mit Hinterradantrieb sind es mindestens 1170 kg. Fahrzeuge mit Allradantrieb sowie elektronische Fahrhilfen wie ABS und ESP sind nicht zugelassen.
Seit Zulassung von Turbomotoren mit maximal 1600 cm³ Hubraum (Höchstleistung derzeit ca. 279 kW (380 PS)) im Jahr 2011 sind die bis dahin vorgeschriebenen 2000-cm³-Saugmotor mit Drehzahlbegrenzung obsolet geworden. Die Vierzylinder hatten ein Drehzahllimit von maximal 8500 Umdrehungen in der Minute, Fünfzylinder von 8750 und Sechszylinder von höchstens 9000 min−1. Alternativ gilt auch das Reglement FIA Super 2000D, das einen 2000-cm³-Turbodieselmotor erlaubt. Ein Motor muss mindestens vier Rennwochenenden in Folge halten und darf während dieser Zeit nicht getauscht werden. Tritt ein Schaden auf oder wird der Motor vorzeitig gewechselt, so muss das betroffene Fahrzeug am Ende des Feldes starten und wird beim darauf folgenden Rennen in der Startaufstellung um zehn Plätze nach hinten versetzt.
Sequenzielle Getriebe anstelle der üblichen H-Schaltung sind erlaubt, allerdings werden diese Fahrzeuge mit einem Strafgewicht von 30 kg belastet. Die Anzahl der Einheitsreifen vom Hersteller Yokohama ist für Training, Qualifying und Rennen streng limitiert. Die einteiligen Leichtmetallfelgen in den Dimensionen 10 × 18 Zoll müssen aus Aluminiumguss bestehen.

## Regelwerk

### Rennformat
Das Rennformat der WTCC wurde im Laufe der Zeit mehrfach leicht modifiziert. Ein wesentlicher Charakterzug der WTCC war schon immer, dass ein Rennen mit einer umgedrehten Startreihenfolge gestartet wurde. Zu Anfang starteten die Top 8 des ersten Rennens in Rennen 2 in umgedrehter Startreihenfolge. Dies hatte aber in Rennen 1 oft zur Folge, dass sich innerhalb der Top-8-Fahrer ohne Aussicht auf den Sieg auf den 8. Platz haben zurück fallen lassen, um in Rennen 2 von der Poleposition zu starten. Daher wird seit 2011 auch die Startaufstellung des zweiten Rennens über das Qualifying ermittelt, allerdings in umgedrehter Reihenfolge. Ein taktisches Langsamfahren im Qualifying soll durch die Punktevergabe nach dem Schema 5-4-3-2-1 seit 2012 vermieden werden. Das Qualifying wurde in den ersten Jahren in einem 30-minütigen Zeittraining ermittelt. Später wurde das Qualifying zu einem mehrteiligen Ausscheidungsverfahren bei dem mittlerweile die Top 5 aus Abschnitt 2 in einem Einzelzeitfahren um die Poleposition kämpfen.
Um den Vorteil der dynamischen Radlastverteilung eines Hecktrieblers beim Rennstart zu minimieren, wurde zwischen 2007 und 2013 das erste Rennen rollend gestartet. Da nach dem TC1 Reglement derzeit nur Fronttriebler existieren, gilt mittlerweile wieder für alle Rennen der stehende Start.
In den Anfangsjahren waren beide Rennen mit 50 Kilometern gleich lang. In den folgenden Jahren wurde die Renndistanz auf 60 Kilometer angehoben. Seit 2016 gibt es namentlich ein Eröffnungsrennen und ein Hauptrennen, welches 2 Runden länger als das Eröffnungsrennen ist. Die umgedrehte Startreihenfolge des Qualifying-Ergebnisses wird nun für das Eröffnungsrennen herangezogen.
| Saison        | Rennen 1                                          | Rennen 1         | Rennen 1         | Rennen 2                                             | Rennen 2    | Rennen 2         |
| Saison        | Startaufstellung                                  | Start            | Renndistanz      | Startaufstellung                                     | Start       | Renndistanz      |
| ------------- | ------------------------------------------------- | ---------------- | ---------------- | ---------------------------------------------------- | ----------- | ---------------- |
| 2005 bis 2006 | Ergebnis Qualifying                               | stehend          | 50 km            | Ergebnis Rennen 1 Top 8 umgedrehte Reihenfolge       | stehend     | 50 km            |
| 2007 bis 2010 | Ergebnis Qualifying                               | rollend          | 50 km            | Ergebnis Rennen 1 Top 8 umgedrehte Reihenfolge       | stehend     | 50 km            |
| 2011          | Ergebnis Qualifying Q2                            | rollend          | 50 km            | Ergebnis Qualifying Q1 Top 10 umgedrehte Reihenfolge | stehend     | 50 km            |
| 2012 bis 2013 | Ergebnis Qualifying                               | rollend          | 50 km – 60 km    | Ergebnis Qualifying Top 10 umgedrehte Reihenfolge    | stehend     | 50 km – 60 km    |
| 2014 bis 2015 | Ergebnis Qualifying                               | stehend          | 60 km            | Ergebnis Qualifying Top 10 umgedrehte Reihenfolge    | stehend     | 60 km            |
| Saison        | Eröffnungsrennen                                  | Eröffnungsrennen | Eröffnungsrennen | Hauptrennen                                          | Hauptrennen | Hauptrennen      |
| Saison        | Startaufstellung                                  | Start            | Renndistanz      | Startaufstellung                                     | Start       | Renndistanz      |
| 2016          | Ergebnis Qualifying Top 10 umgedrehte Reihenfolge | stehend          | 60 km            | Ergebnis Qualifying                                  | stehend     | 60 km + 1 Runde  |
| 2017          | Ergebnis Qualifying Top 10 umgedrehte Reihenfolge | stehend          | 60 km            | Ergebnis Qualifying                                  | stehend     | 60 km + 2 Runden |

### Team-Zeitfahren MAC3
Zur Saison 2016 führte die WTCC das sogenannte Team-Zeitfahren MAC3 (Manufacturers against the clock, auf Deutsch: Hersteller gegen die Uhr) ein, das sich an dem Mannschaftszeitfahren im Straßenradsport orientiert, aber neuartig im Motorsport ist. Teilnehmen dürfen an MAC3 nur die in der Herstellerwertung eingeschriebenen Marken. Diese müssen drei Fahrer nominieren, die sowohl aus den Werks- als aus den Privatteams stammen dürfen. Das Format sieht vor, dass sich die drei Fahrzeuge des jeweiligen Herstellers nebeneinander an der Startlinie aufstellen. Nach einem stehenden Ampelstart werden zwei Runden gefahren und die Zeit gewertet, bis das gesamte Team die Ziellinie überquert hat. Für die Herstellerwertung werden Punkte für die MAC3 Zeit verteilt. Sollten nur zwei Fahrzeuge die Ziellinie überqueren, oder beträgt der Abstand zwischen dem ersten und dem dritten Auto mehr als 15 Sekunden, so werden keine Punkte in der Herstellerwertung vergeben.

### Joker-Runde
Bei der WTCC Joker-Runde handelt es sich um ein taktisches Element im Rennen, das dem Rallycross entliehen ist und bei der WTCC erstmals bei einem Rundkursrennen zum Einsatz kommt. Hierbei existiert auf der Rennstrecke eine alternative Streckenführung, die in der Regel um einige Sekunden langsamer als der reguläre Streckenverlauf ist. Einmal pro Rennen ist jeder Fahrer dazu verpflichtet diese alternative Streckenführung zu befahren. Dabei kann der Fahrer selbst entscheiden, in welcher Rennrunde er die Joker-Sektion befährt. Das Verfahren ist ähnlich wie bei einem Pflichtboxenstopp, nur mit dem Unterschied, dass der zeitliche Verlust bei dem Befahren der Joker-Sektion mit 2s bis 3s deutlich geringer ausfällt, als beim Befahren der Boxengasse mit Stopp zum Reifenwechsel mit ungefähr 20s bis 30s.
Die WTCC Joker-Runde soll auf Stadtkursen angewendet werden, auf denen sich das Überholen im regulären Rennen als schwierig erweist. Dadurch soll ein Prozessionsfahren vermieden und zusätzliche Spannung im Rennen erzeugt werden.
Die erste Realisierung der Joker-Runde fand auf dem Stadtkurs in Vila Real 2017 statt. Hierzu wurde in der letzten Kurve, bei der ein Kreisverkehr halbseitig rechts durchfahren wird, die linksseitige Hälfte des Kreisverkehres für die Joker-Sektion genutzt und mit einer zusätzlichen Schikane verlangsamt. Mit einer blauen Linie werden die beiden Streckenvarianten voneinander abgegrenzt und dürfen aus Sicherheitsgründen von den Fahrzeugen aus keiner Richtung überfahren werden.
Neben dem Stadtkurs von Vila Real bietet derzeit keine andere WTCC-Strecke die Voraussetzung für eine Joker-Runde. Angedacht ist diese auch in Marrakesch, aber bisher wurde hier noch keine Lösung vorgestellt.

### Punktesystem
Es gibt eine Fahrer- und eine Markenmeisterschaft. Während in der Anfangszeit für beide Rennen das gleiche Punktesystem angewendet wurde, so wurde ab 2017 das Hauptrennen höher bewertet als das Eröffnungsrennen, bei dem die Top 10 in umgedrehter Reihenfolge zum Qualifikationsergebnis starten. In der Markenmeisterschaft werden die Punkte der zwei bestplatzierten Fahrer einer Marke gewertet sowie das Ergebnis des Team-Zeitfahren MAC3. Zusätzlich gibt es noch für die privaten Teams die sogenannte „Independents Trophy“, die reichlich Preisgelder ausschüttet.
| Punktesystem im Rennen | Punktesystem im Rennen | Punktesystem im Rennen | Punktesystem im Rennen | Punktesystem im Rennen | Punktesystem im Rennen | Punktesystem im Rennen | Punktesystem im Rennen | Punktesystem im Rennen | Punktesystem im Rennen | Punktesystem im Rennen | Punktesystem im Rennen | Punktesystem im Rennen | Punktesystem im Rennen | Punktesystem im Rennen | Punktesystem im Rennen | Punktesystem im Rennen | Punktesystem im Rennen | Punktesystem im Rennen | Punktesystem im Rennen | Punktesystem im Rennen |
| Platzierung            | 1                      | 2                      | 3                      | 4                      | 5                      | 6                      | 7                      | 8                      | 9                      | 10                     |                        |                        |                        |                        |                        |                        |                        |                        |                        |                        |
| ---------------------- | ---------------------- | ---------------------- | ---------------------- | ---------------------- | ---------------------- | ---------------------- | ---------------------- | ---------------------- | ---------------------- | ---------------------- | ---------------------- | ---------------------- | ---------------------- | ---------------------- | ---------------------- | ---------------------- | ---------------------- | ---------------------- | ---------------------- | ---------------------- |
| Punkte 1987            | 20                     | 15                     | 12                     | 10                     | 8                      | 6                      | 4                      | 3                      | 2                      | 1                      |                        |                        |                        |                        |                        |                        |                        |                        |                        |                        |
|                        | Rennen 1               | Rennen 1               | Rennen 1               | Rennen 1               | Rennen 1               | Rennen 1               | Rennen 1               | Rennen 1               | Rennen 1               | Rennen 1               | Rennen 2               | Rennen 2               | Rennen 2               | Rennen 2               | Rennen 2               | Rennen 2               | Rennen 2               | Rennen 2               | Rennen 2               | Rennen 2               |
| Platzierung            | 1                      | 2                      | 3                      | 4                      | 5                      | 6                      | 7                      | 8                      | 9                      | 10                     | 1                      | 2                      | 3                      | 4                      | 5                      | 6                      | 7                      | 8                      | 9                      | 10                     |
| Punkte 2005 bis 2009   | 10                     | 8                      | 6                      | 5                      | 4                      | 3                      | 2                      | 1                      | –                      | –                      | 10                     | 8                      | 6                      | 5                      | 4                      | 3                      | 2                      | 1                      | –                      | –                      |
| Punkte 2010 bis 2015   | 25                     | 18                     | 15                     | 12                     | 10                     | 8                      | 6                      | 4                      | 2                      | 1                      | 25                     | 18                     | 15                     | 12                     | 10                     | 8                      | 6                      | 4                      | 2                      | 1                      |
|                        | Eröffnungsrennen       | Eröffnungsrennen       | Eröffnungsrennen       | Eröffnungsrennen       | Eröffnungsrennen       | Eröffnungsrennen       | Eröffnungsrennen       | Eröffnungsrennen       | Eröffnungsrennen       | Eröffnungsrennen       | Hauptrennen            | Hauptrennen            | Hauptrennen            | Hauptrennen            | Hauptrennen            | Hauptrennen            | Hauptrennen            | Hauptrennen            | Hauptrennen            | Hauptrennen            |
| Punkte 2016            | 25                     | 18                     | 15                     | 12                     | 10                     | 8                      | 6                      | 4                      | 2                      | 1                      | 25                     | 18                     | 15                     | 12                     | 10                     | 8                      | 6                      | 4                      | 2                      | 1                      |
| Punkte seit 2017       | 25                     | 18                     | 15                     | 12                     | 10                     | 8                      | 6                      | 4                      | 2                      | 1                      | 30                     | 23                     | 19                     | 16                     | 13                     | 10                     | 7                      | 4                      | 2                      | 1                      |

| Punkte seit 2012 | 5 | 4 | 3 | 2 | 1 |

| Punkte | 10 | 8 | 6 | 5 | 4 | 3 | 2 | 1 |

| Punkte 2016 | 10 | 8 | 6 | 5 | 4 | 3 | 2 | 1 |
| Punkte 2017 | 12 | 8 | 6 | 5 | 4 | 3 | 2 | 1 |

### Leistungsbezogene Zusatzgewichte
Da die Tourenwagen der WTCC auf Großserienfahrzeugen basieren, entstehen Leistungsunterschiede aufgrund des verwendeten Fahrzeugkonzepts, die durch das seriennahe Reglement nicht ganz egalisiert werden können. Daher werden seit der Neugründung der WTCC nach jedem Rennen Zusatzgewichte für die Fahrzeuge berechnet. Dabei handelt es sich jedoch nicht um das in vielen anderen Rennserien als Balance of Performance (BoP) genannte System. Die Regelungen und Berechnungen des Zusatzgewichtes haben sich im Laufe der Jahre immer wieder verändert.
In den Anfangsjahren existierte ein fahrerbezogenes Handicap-Gewicht oder auch Erfolgs-Ballast genanntes System, das sich aus dem Ergebnis der vorherigen Veranstaltung (bei dem beide Rennen eines Wochenendes gemittelt wurden) und dem WM-Punktestand in der Meisterschaft berechnete.
| Saison | WM Punkte         |          | Gemitteltes Resultat beider Rennen eines Wochenendes | Gemitteltes Resultat beider Rennen eines Wochenendes | Gemitteltes Resultat beider Rennen eines Wochenendes | Gemitteltes Resultat beider Rennen eines Wochenendes | Gemitteltes Resultat beider Rennen eines Wochenendes | Gemitteltes Resultat beider Rennen eines Wochenendes | Gemitteltes Resultat beider Rennen eines Wochenendes | Gemitteltes Resultat beider Rennen eines Wochenendes | Gemitteltes Resultat beider Rennen eines Wochenendes | Gemitteltes Resultat beider Rennen eines Wochenendes | Gemitteltes Resultat beider Rennen eines Wochenendes | Gemitteltes Resultat beider Rennen eines Wochenendes |      | max | min |
| Saison | WM Punkte         | 1        | 2                                                    | 3                                                    | 4                                                    | 5                                                    | 6                                                    | 7                                                    | 8                                                    | 9                                                    | ab 10                                                | max                                                  | min                                                  |                                                      |      | max | min |
| --- | ----------------- | -------- | ---------------------------------------------------- | ---------------------------------------------------- | ---------------------------------------------------- | ---------------------------------------------------- | ---------------------------------------------------- | ---------------------------------------------------- | ---------------------------------------------------- | ---------------------------------------------------- | ---------------------------------------------------- | ---------------------------------------------------- | ---------------------------------------------------- | ---------------------------------------------------- | ---- | --- | --- |
| Zusatzgewichte 2005                                                                                                | +5 kg pro 10 Pkt. | +40 kg*  | +30 kg*                                              | +20 kg*                                              | +10 kg*                                              | ±0kg*                                                | -5 kg*                                               | -10 kg*                                              | -15 kg*                                              | -20 kg*                                              | -20 kg*                                              | +40 kg                                               | ±0kg                                                 | +60 kg                                               | ±0kg |     |     |
| Zusatzgewichte 2006                                                                                                | +5 kg pro 10 Pkt. | +40 kg*  | +30 kg*                                              | +20 kg*                                              | +10 kg*                                              | ±0kg*                                                | -5 kg*                                               | -10 kg*                                              | -15 kg*                                              | -20 kg*                                              | -20 kg*                                              | +60 kg                                               | ±0kg                                                 | +80 kg                                               | ±0kg |     |     |
| Zusatzgewichte 2007                                                                                                | +5 kg pro 10 Pkt. | +20 kg*  | +15 kg*                                              | +10 kg*                                              | +10 kg*                                              | +10 kg*                                              | +5 kg*                                               | +5 kg*                                               | +5 kg*                                               | –5 kg*                                               | –10 kg*                                              | +40 kg                                               | ±0kg                                                 | +60 kg                                               | ±0kg |     |     |
| Zusatzgewichte 2008                                                                                                | +1 kg pro 1 Pkt.  | +30 kg** | +25 kg**                                             | +20 kg**                                             | +15 kg**                                             | +10 kg**                                             | +5 kg**                                              | ±0kg**                                               | ±0kg**                                               | ±0kg**                                               | ±0kg**                                               | +30 kg                                               | ±0kg                                                 | +70 kg                                               | ±0kg |     |     |
| * Gewichte vorheriger Veranstaltungen wurden hinzuaddiert ** Gewichte vorheriger Veranstaltungen wurden annulliert |                   |          |                                                      |                                                      |                                                      |                                                      |                                                      |                                                      |                                                      |                                                      |                                                      |                                                      |                                                      |                                                      |      |     |     |

Zur Saison 2009 wurde das System grundlegend verändert und Kompensationsgewicht genannt. Die Berechnung ist hierbei nicht individuell für einen Fahrer, sondern bezieht sich auf das Fahrzeugmodell und ist für alle Piloten dieses Fahrzeugmodells gleich. Zur Ermittlung des Kompensationsgewichtes zieht die FIA die besten Rundenzeiten der zwei schnellsten Fahrer eines Fahrzeugmodells der vorherigen Veranstaltungen aus Qualifying und Rennen heran und bestimmt nach einem Berechnungsschlüssel für jedes Fahrzeugmodell eine gemittelte Rundenzeit. Die Rundenzeiten werden von der FIA auf eine Standardrundenzeit von 114 Sekunden skaliert, um die unterschiedlichen Streckenlängen im Kalender zu berücksichtigen. Außerdem werden die Zeiten aus dem Qualifying mit einem Faktor von 1,5 höher für die Mittelung gewichtet. Das schnellste Fahrzeugmodell dient hierbei als Referenzfahrzeug und erhält das maximale Zusatzgewicht. Das Zusatzgewicht der weiteren Fahrzeugmodelle bestimmt sich nach dem Zeitabstand zum Referenzfahrzeug.
| Saison                                         | Gemittelter zeitlicher Abstand zum Referenzfahrzeug* | Gemittelter zeitlicher Abstand zum Referenzfahrzeug* | Gemittelter zeitlicher Abstand zum Referenzfahrzeug* | Gemittelter zeitlicher Abstand zum Referenzfahrzeug* | Gemittelter zeitlicher Abstand zum Referenzfahrzeug* | Gemittelter zeitlicher Abstand zum Referenzfahrzeug* | Gemittelter zeitlicher Abstand zum Referenzfahrzeug* | Gemittelter zeitlicher Abstand zum Referenzfahrzeug* | Gemittelter zeitlicher Abstand zum Referenzfahrzeug* | Gemittelter zeitlicher Abstand zum Referenzfahrzeug* | Gemittelter zeitlicher Abstand zum Referenzfahrzeug* | Gemittelter zeitlicher Abstand zum Referenzfahrzeug* |
| Saison                                         | 0,0s                                                 | +0,1s                                                | +0,2s                                                | +0,3s                                                | +0,4s                                                | +0,5s                                                | +0,6s                                                | +0,7s                                                | +0,8s                                                | > +0,9s                                              | max                                                  | min                                                  |
| ---------------------------------------------- | ---------------------------------------------------- | ---------------------------------------------------- | ---------------------------------------------------- | ---------------------------------------------------- | ---------------------------------------------------- | ---------------------------------------------------- | ---------------------------------------------------- | ---------------------------------------------------- | ---------------------------------------------------- | ---------------------------------------------------- | ---------------------------------------------------- | ---------------------------------------------------- |
| Zusatzgewichte 2009 bis 2013                   | +40 kg                                               | +40 kg                                               | +40 kg                                               | +40 kg                                               | +30 kg                                               | +20 kg                                               | +10 kg                                               | ±0kg                                                 | -10 kg                                               | -20 kg                                               | +40 kg                                               | -20 kg                                               |
| Zusatzgewichte 2014 bis 2015                   | +60 kg                                               | +60 kg                                               | +60 kg                                               | +60 kg                                               | +50 kg                                               | +40 kg                                               | +30 kg                                               | +20 kg                                               | +10 kg                                               | ±0kg                                                 | +60 kg                                               | ±0kg                                                 |
| Zusatzgewichte seit 2016                       | +80 kg                                               | +70 kg                                               | +60 kg                                               | +50 kg                                               | +40 kg                                               | +30 kg                                               | +20 kg                                               | +10 kg                                               | ±0kg                                                 | ±0kg                                                 | +80 kg                                               | ±0kg                                                 |
| * Bezogen auf die vorherigen 3 Veranstaltungen |                                                      |                                                      |                                                      |                                                      |                                                      |                                                      |                                                      |                                                      |                                                      |                                                      |                                                      |                                                      |

## Rahmenprogramm
Bei ausgewählten Veranstaltungen in Europa startet der European Touring Car Cup im Rahmenprogramm der WTCC. Diese Rennserie wird von der FIA als die 2. Liga im Tourenwagensport bezeichnet und dient als Unterbau zur WTCC. In dieser Rennserie starten im Gegensatz zur WTCC keine TC1 Fahrzeuge, sondern Tourenwagen nach der Kategorie Super 2000 (TC2, TC2-T, TCN2) und Super 1600.

## Gesamtsieger

### Tourenwagen-Weltcup
| Touring Car World Cup | Touring Car World Cup | Touring Car World Cup | Touring Car World Cup      | Touring Car World Cup | Touring Car World Cup | Touring Car World Cup | Touring Car World Cup | Touring Car World Cup | Touring Car World Cup | Touring Car World Cup |
|                       |                       |                       | Fahrerwertung              | Fahrerwertung         | Fahrerwertung         |                       | Herstellerwertung     | Herstellerwertung     |                       | Nationenwertung       |
| Jahr                  | Strecke               | Fahrer                | Team                       | Fahrzeug              | Hersteller            | Fahrzeug              | Nation                |                       |                       |                       |
| --------------------- | --------------------- | --------------------- | -------------------------- | --------------------- | --------------------- | --------------------- | --------------------- | --------------------- | --------------------- | --------------------- |
| 1993                  | Monza                 | Paul Radisich         | Ford Team Mondeo           | Ford Mondeo           | –                     | –                     | Italien               |                       |                       |                       |
| 1994                  | Donington             | Paul Radisich         | Ford Team Mondeo           | Ford Mondeo           | BMW                   | BMW 318i              | Deutschland           |                       |                       |                       |
| 1995                  | Le Castellet          | Frank Biela           | Racing Organisation Course | Audi A4 Quattro       | Audi                  | Audi A4 Quattro       | –                     |                       |                       |                       |
| World Touring Car Cup |                       |                       |                            |                       |                       |                       |                       |                       |                       |                       |
|                       |                       |                       | Fahrerwertung              | Fahrerwertung         | Fahrerwertung         |                       | Teamwertung           | Teamwertung           |                       |                       |
| Jahr                  | Jahr                  | Fahrer                | Team                       | Fahrzeug              | Team                  | Fahrzeug              |                       |                       |                       |                       |
| 2018                  | 2018                  | Gabriele Tarquini     | BRC Racing Team            | Hyundai i30 N TCR     | M Racing-YMR          | Hyundai i30 N TCR     |                       |                       |                       |                       |
| 2019                  | 2019                  | Norbert Michelisz     | BRC Racing Team            | Hyundai i30 N TCR     | Cyan Racing           | Lynk & Co 03 TCR      |                       |                       |                       |                       |

### Tourenwagen-Weltmeisterschaft
| Jahr | Meister                                | 2. Platz                           | 3. Platz                              | Markenmeister | Independents Trophy                 |
| ---- | -------------------------------------- | ---------------------------------- | ------------------------------------- | ------------- | ----------------------------------- |
| 1987 | Roberto Ravaglia BMW M3                | Klaus Ludwig Ford Sierra Cosworth  | Klaus Niedzwiedz Ford Sierra Cosworth | Ford          |                                     |
| 2005 | Andy Priaulx BMW 320i                  | Dirk Müller BMW 320i               | Fabrizio Giovanardi Alfa Romeo 156    | BMW           | Marc Hennerici BMW 320i             |
| 2006 | Andy Priaulx BMW 320si                 | Jörg Müller BMW 320si              | Augusto Farfus BMW 320si              | BMW           | Tom Coronel Seat León               |
| 2007 | Andy Priaulx BMW 320si                 | Yvan Muller Seat León              | James Thompson Alfa Romeo 156         | BMW           | Stefano d’Aste BMW 320si            |
| 2008 | Yvan Muller Seat León TDI              | Gabriele Tarquini Seat León TDI    | Robert Huff Chevrolet Lacetti         | Seat          | Sergio Hernández BMW 320si          |
| 2009 | Gabriele Tarquini Seat León TDI        | Yvan Muller Seat León TDI          | Augusto Farfus BMW 320si              | Seat          | Tom Coronel Seat León TFSI          |
| 2010 | Yvan Muller Chevrolet Cruze            | Gabriele Tarquini Seat León TDI    | Robert Huff Chevrolet Cruze           | Chevrolet     | Sergio Hernández BMW 320si          |
| 2011 | Yvan Muller Chevrolet Cruze            | Robert Huff Chevrolet Cruze        | Alain Menu Chevrolet Cruze            | Chevrolet     | Kristian Poulsen BMW 320 TC         |
| 2012 | Robert Huff Chevrolet Cruze            | Alain Menu Chevrolet Cruze         | Yvan Muller Chevrolet Cruze           | Chevrolet     | Norbert Michelisz BMW 320 TC        |
| 2013 | Yvan Muller Chevrolet Cruze            | Gabriele Tarquini Honda Civic      | James Nash Chevrolet Cruze            | Honda         | James Nash Chevrolet Cruze          |
| 2014 | José María López Citroën C-Elysée WTCC | Yvan Muller Citroën C-Elysée WTCC  | Sébastien Loeb Citroën C-Elysée WTCC  | Citroën       | Franz Engstler BMW 320 TC           |
| 2015 | José María López Citroën C-Elysée WTCC | Yvan Muller Citroën C-Elysée WTCC  | Sébastien Loeb Citroën C-Elysée WTCC  | Citroën       | Norbert Michelisz Honda Civic WTCC  |
| 2016 | José María López Citroën C-Elysée WTCC | Yvan Muller Citroën C-Elysée WTCC  | Tiago Monteiro Honda Civic WTCC       | Citroën       | Mehdi Bennani Citroën C-Elysée WTCC |
| 2017 | Thed Björk Volvo S60 TC1               | Norbert Michelisz Honda Civic WTCC | Tom Chilton Citroën C-Elysée WTCC     | Volvo         | Tom Chilton Citroën C-Elysée WTCC   |

## Konstrukteurstitel WTCC
| Konstrukteurstitel | Konstrukteur | Jahr(e)          |
| ------------------ | ------------ | ---------------- |
| 3                  | BMW          | 2005, 2006, 2007 |
| 3                  | Chevrolet    | 2010, 2011, 2012 |
| 3                  | Citroën      | 2014, 2015, 2016 |
| 2                  | Seat         | 2008, 2009       |
| 1                  | Ford         | 1987             |
| 1                  | Honda        | 2013             |
| 1                  | Volvo        | 2017             |

## Fahrer
In der WTCC waren die ehemaligen Formel-1-Fahrer Gabriele Tarquini, Alessandro Zanardi, Nicola Larini, Jan Magnussen, Gianni Morbidelli und Tiago Monteiro am Start. Mit Maria de Villota und Sabine Schmitz starteten auch zwei Frauen in dieser Serie. Weitere prominente Teilnehmer waren der mehrfache Rallye-Weltmeister Sébastien Loeb und der Rallye-Dakar-Sieger Nasser Al-Attiyah.

## Medienpräsenz

### Fernsehübertragungen
Unter dem Motto der WTCC „Real Cars, Real Racing“ wurden die Rennen auf Eurosport bzw. Eurosport 2 unter der Moderation von Dirk Adorf und Uwe Winter live übertragen.

### Computerspiele
Zur Saison 2006 erschien der Titel Race - The WTCC Game vom Entwickler SimBin, es folgte die Race07-Reihe, in der zusätzlich die Saisons 2007, 2008 und 2010 verarbeitet wurden. Die Saison 2011 war in der mittlerweile eingestellten Free2Play-Rennsimulation Simeraceway spielbar. Von 2013 bis 2017 erschienen die offiziellen WTCC-Erweiterungen für RaceRoom Racing Experience des SimBin-Nachfolgers Sector 3-Studios.